# الجدران المرينية في الجزيرة الخضراء
الجدران المرينية في الجزيرة الخضراء (بالإسبانية: Parque Arqueológico de las Murallas Meriníes de Algeciras)‏ هي أسوار مدينة تقع في الجزيرة الخضراء بإسبانيا. تم إعلان الجدران معلم تراثي ذو أهمية ثقافية في عام 1985. 
إنَّ تأريخ الجدران معقَّد ومختَلَفٌ عليه، حيث كانت تُنسب في الأصل إلى الفترة المرينية في أواخر القرن الثالث عشر، لكن الأدلة الكتابية الحديثة المنشورة في عام 2012 حدّثت التحليل الأكاديمي، والذي يُشير الآن إلى أن البقايا الأثرية تشمل منشآت إسلامية قبل عام 1342 ذات تاريخ غير مؤكَد تم خلالها إعادة البناء وإعادة البناء الرئيسية من قبل القشتاليين، تقريبًا بين عامي 1344 و1350، بعد احتلالهم للمدينة. استلزم إعادة الإعمار الأضرار التي لحقت بالجدران أثناء حصار قشتالة، وعندما غزا الغرناطيون المدينة عام 1369، هدموا الجدران وغطّوا النقوش القشتالية التي سجَّلت احتلالهم للمدينة.
تشمل البقايا أيضًا بوابة تُعرف باسمِ بوابة جبل طارق (بالإسبانية: Puerta de Gibraltar)‏. يبدو أنّ البناؤون القشتاليون عندما أعادوا بناء البوابة، اتبعوا إلى حدٍ كبيرٍ مخطط العصر الإسلامي، حيث قاموا ببناء أبراج مربعة نموذجية لهذا النمط، كما تم تزيين الجسر الذي يتيح الوصول إلى البوابة فوق الخندق على طول جوانبه بدوائر متداخلة من الطوب، والتي تشبه نمط المدجن الذي شوهد أيضًا في فناء العذارى في قسم المدجن في قصر المورق (القرن الرابع عشر).